# Чигник Лејк (Аљаска)
Чигник Лејк (енгл. Chignik Lake) насељено је место без административног статуса у америчкој савезној држави Аљаска.

## Демографија
По попису из 2010. године број становника је 73, што је 72 (-49,7%) становника мање него 2000. године.
| Група             | 2000.      | 2010.    |
| Белци             | 17 (11,7%) | 2 (2,7%) |
| Афроамериканци    | 0 (0,0%)   | 0 (0,0%) |
| Азијати           | 1 (0,7%)   | 0 (0,0%) |
| Хиспаноамериканци | 2 (1,4%)   | 0 (0,0%) |
| Укупно            | 145        | 73       |